# Martin O'Donnell (jugador de snooker)
Martin O'Donnell (n. 4 de junio de 1986) es un jugador de snooker inglés.

## Biografía
Nació en Inglaterra en 1986. Es jugador profesional de snooker desde 2012, aunque se ha caído del circuito profesional más de una vez. No se ha proclamado campeón de ningún torneo de ranking, y su mayor logro hasta la fecha fue alcanzar las semifinales del Snooker Shoot Out de 2018, en las que cayó derrotado ante Michael Georgiou, que luego se llevaría el trofeo. Tampoco ha logrado hilar ninguna tacada máxima, y la más alta de su carrera está en 140.